# Awadeya Mahmoud
Awadeya Mahmoud (árabe : عوضية محمود), es una activista sudanesa, fundadora y presidenta de la Cooperativa de Mujeres Vendedoras de Té y Alimentos y de la Cooperativa de Polivalente de Mujeres del estado de Jartum, Sudán. El 28 de marzo de 2016, el Departamento de Estado de Estados Unidos la anunció como una de las galardonadas con el Premio Internacional a las Mujeres de Coraje de ese año.

## Biografía
Awadeya Mahmoud nació en 1963 en Sudán, en el estado de Kordofán del Sur, y tras el conflicto su familia se trasladó a Jartum. Se casó y en 1986 empezó a vender té para ganarse la vida. Era una ocupación humilde, pero necesitaba mantener a su familia. En 1990 fundó una cooperativa que ofrecía asistencia jurídica y apoyo a sus miembros: la Cooperativa de Mujeres Vendedoras de Té y Alimentos y la Cooperativa Polivalente de Mujeres.
A través de la oficina de la cooperativa se pudo financiar un medio legal para luchar contra las autoridades cuando confiscaron el material de los miembros (en su mayoría mujeres) por vender té y comida en la calle. No todo salió bien y tuvo que cumplir cuatro años de cárcel después de que ella y otras personas se endeudaran tras una mala inversión. Tras su liberación, siguió apoyando a las mujeres y la cooperativa llegó a tener 8.000 miembros en Jartum. La organización llegó a representar a las mujeres desplazadas por el conflicto de Darfur y el de las dos áreas (Kordofán del Sur y Nilo Azul).

## Reconocimientos
El 28 de marzo de 2016, el Departamento de Estado de Estados Unidos la anunció como una de las catorce galardonadas con el Premio Internacional a las Mujeres de Coraje de ese año. Se informó de que había vuelto directamente a su trabajo tras recibir el premio, aunque su intención era ampliar su labor fuera de Jartum.